# Toire no kamisama
Toire no kamisama (トイレの神様? "Dea della toilette") è un brano musicale scritto ed interpretato dalla cantautrice giapponese Kana Uemura, in cui vengono raccontati i ricordi sulla sua defunta nonna. Il brano è il singolo principale estratto dall'extended play Watashi no Kakera-tachi, pubblicato il 10 marzo 2010. Il brano è stato registrato nuovamente con Kōtarō Oshio, ed utilizzato come singolo promozionale dell'album della Uemura Kana: My Favorite Things nel settembre 2010.
Il successo del singolo ha lanciato la carriera della cantante, con oltre 250,000 download della suoneria ed altrettanti del singolo digitale facendo decollare le vendite di Watashi no Kakera-tachi, e facendo guadagnare a Kana Uemura il suo primo disco d'oro per le vendite digitali ed il disco di platino per le vendite fisiche. Il brano stesso ha inoltre ispirato altri media, come un libro autobiografico della Uemura (con illustrazioni di Mari Torigoe.), ed un dorama speciale di due ore trasmesso il 5 gennaio 2011 per celebrare il sessantesimo anniversario dell'apertura del Mainichi Broadcasting System con protagonista Kie Kitano.
Il brano ha vinto due Japan Record Award nel 2010, uno come miglior canzone dell'anno e uno come miglior testo.

## Tracce
Download digitale
1. Toire no kamisama - 9:52
2. Toire no kamisama (Karaoke) - 9:52

Durata totale: 19:44
DVD
1. Toire no kamisama (Animation Music Clip) (Kana Uemura e Kotaro Oshio) - 9:52

## Classifiche
| Classifica                                                                    | Posizione massima |
| ----------------------------------------------------------------------------- | ----------------- |
| Billboard Adult Contemporary Airplay                                          | 6                 |
| Billboard Billboard Japan Hot 100                                             | 1                 |
| Oricon daily singles                                                          | 1                 |
| Oricon weekly singles                                                         | 1                 |
| RIAJ Digital Track Chart weekly top 100                                       | 1                 |
| RIAJ Digital Track Chart weekly top 100 - Toilet no Kamisama con Kotaro Oshio | 45                |
| RIAJ Digital Track Chart yearly top 100                                       | 37                |